# Negma Coy
Negma Janetth Coy Pichiya (Guatemala, 1980) es una escritora, artista, tejedora, pintora, actriz y docente. Sus obras las escribe en idioma maya kaqchikel con glifos mayas para preservar la lengua proveniente con mayor pureza del Periodo Clásico Maya.

## Trayectoria
Nació en San Juan Comalapa, Chimaltenango, Guatemala. Estudió en la Universidad de San Carlos de Guatemala. Originaria de Kaqchikel uno de los pueblos mayas indígenas de Guatemala. Su ocupación es crear en teatro, literatura (poesía) y pintura.
En sus textos busca mostrar la cultura, forma de vida y conciencia de la comunidad maya en Guatemala. Ha publicado libros de poesía y una colección de textos para niñas y niños.
Sus poemas aparecen en las antologías: Palabras para colgar en los árboles, Al centro de la Belleza, Alaxnëq pa taq k’ichelaj – Nacida entre montañas, Poesía, Chamanismo Cantos Originarios, Lo humano que nos queda, Luna Calante, Cultivando Letras, La voluntad de la tierra entre otros.
La publicación de sus textos ha sido posible por editoriales como: Metáfora Editores de Quetzaltenango, Guatemala, La Jardinera Guarrior, México  con la plaqueta Cultivando Letras,  Progetto 7LUNE Italia, con la plaqueta Luna Calante.
Arte
Trabaja en comunidad con diferentes cooperativas  para que el arte de los pueblos siga floreciendo. Ha participado en diversas actividades de arte y académicas a nivel nacional e internacional. Con su arte busca honrar las vidas y conocimientos de las abuelas y abuelos de su comunidad.
- Ajtz’ib’ Escritores de Comalapa
- Movimiento de artistas mayas Ruk’u’x
- Arte de Comalapa.

Colectivo artístico:
- Proyecto para las artes

## Obras
| Título                                          | Año  | Ciudad  | País        |
| ----------------------------------------------- | ---- | ------- | ----------- |
| XXXK’                                           | 2015 | Chiapas | México      |
| Soy un búho                                     | 2016 |         | El Salvador |
| Lienzos de herencia                             | 2017 |         | El Salvador |
| A orillas del fuego                             | 2017 |         | Costa Rica  |
| Tz’ula’, Guardianes de los caminos              | 2019 | Madrid  | España      |
| Kikotem – Historias, cuentos y poesía kaqchikel | 2019 |         | Guatemala   |